# Schellenberg
Schellenberg és la comunitat de menys altitud de Liechtenstein, puix que està situada als marges del Rin.
La zona va ser habitada en principi pels celtes i després pels rètics. Roma va conquistar la zona l'any 15 aC, convertint-la en part de la província de Robusta. La província es convertiria més tard en un comtat sota Carlemany. El comtat es va anar dividint progressivament a causa de l'herència de pares a fills. La Senyoria de Schellenberg va ser comprada pels Comtes de Vaduz en 1437 i ambdós estats han continuat units en la pràctica des de llavors.
Diverses dinasties de comtes han comprat i venut aquests territoris, fins que en al començament del segle xviii van ser comprats per la dinastia de Liechtenstein, la qual havia rebut el reconeixement de Principat en 1706, però necessitava adquirir un territori proper al capdavant de l'imperi per a poder participar en les votacions dels Prínceps de l'Imperi. L'Emperador va unir formalment els territoris de Vaduz i Schellenberg en 1719.